# Kyerwa
Kyerwa es un valiato de Tanzania perteneciente a la región de Kagera. Fue creado en 2010 al separarse del vecino valiato de Karagwe.
En 2012, el valiato tenía una población de 321 026 habitantes, de los cuales 21 605 vivían en el propio ward de Kyerwa.
El valiato se ubica en la esquina noroccidental del país y es fronterizo con Uganda y Ruanda.

## Subdivisiones
El valiato se divide en dieciocho katas:
- Bugomora
- Businde
- Isingiro
- Kaisho
- Kamuli
- Kibale
- Kibingo
- Kikukuru
- Kimuli
- Kyerwa
- Mabira
- Murongo
- Nkwenda
- Nyakatuntu
- Rukuraijo
- Rutunguru
- Rwabwere
- Songambele